# Ziua Mondială a Orgasmului
Ziua Mondială a Orgasmului are loc în ziua Solstițiul de iarnă, de obicei pe 21 decembrie sau 22 decembrie, în funcție de an. În mod excepțional, solstițiul de iarnă poate sa cadă pe 20 decembrie sau pe 23 decembrie.
Această zi a fost creată pe 22 decembrie 2006 de doi pacifiști americani.

## Istorie
Ziua mondială a orgasmului a fost creată în 2006  de Donna Sheehan și Paul Reffell, care sunt si initiatorii asociației Global orgasm for peace.Ei lucrează in colaborare cu proiectul Noosphere al Universitatea Princeton si mai nou, cu Center for Subtle Activism .

Creatorii acestei zile sunt convinsi că 
„un număr mare de gânduri pozitive legate de plăcerea sexuală aproape simultane, poate să modifice câmpul energetic al Pământului și, ca urmare, poate reduce nivelurile periculoase de agresiune și violență actuale ”
 si că, datorită orgasmului, oamenii vor fi mult mai fericiti deci mai putin agresivi.
Dacă Ziua Mondială a Orgasmului a fost creată inițial pentru a transmite un mesaj de pace, astazi are ca principal obiectiv sensibilizarea publicul asupra unui subiect care afectează foarte multe femei si in primul rand afectează viata lor de cuplu: disorgasmia (orgasm dureros) sau anorgasmia (absența orgasmului în timpul sexului), două fenomene care afecteaza mai mult femeile decat pe barbati.
Desi există foarte multă literatură de consiliere care vizează promovarea plăcerii femeilor, un studiu realizat de Ifop cerut cu ocazia Zilei Orgasmului (2014).

## Evenimente înrudite
De Ziua Orgasmului, in 2014, cei doi sexologi care încearcă să dezlege misterele orgasmului, Jean-Claude Piquard (autorul cărții „Istoria fabuloasă a clitorisului”) și Marie-Noëlle Lanuit, au făcut un experiment științific al cărui scop a fost măsurarea frecvenței cardiace în timpul orgasmului. Aproape două sute de participanți s-au conectat în acea seară la un monitor de ritm cardiac în timpul actului sexual, pentru a putea măsura fluctuația ritmului cardiac apoi au trimis rezultatele lor pe site-ului web al lui Jean-Claude Piquard.